# Calendari onomàstic txec
En la República Txeca, cada dia correspon a un nom personal. Els txecs celebren el seu sant/dia del nom ("svátek" o més formalment "jmeniny") el dia que correspon amb el seu nom.
Antigament, els pares no podien elegir el nom del seu fill, sinó que havien de posar-li el nom del dia en què naixia. Això ha canviat, encara que és comú encara triar el nom del calendari. La llista original era el santoral catòlic romà, però s'han fet molts canvis per reflectir l'ús actual dels noms.
El dia del nom és comunament de menys importància que l'aniversari per als txecs. Tanmateix, la celebració del dia del nom pot ser (i normalment ho és) un dia per reunir-se amb els amics o companys de feina del mateix nom, i això pot augmentar la seva importància.

## Calendari onomàstic txec
| Gener (Leden) 1. Nový rok 2. Karina 3. Radmila 4. Diana 5. Dalimil 6. Tři králové 7. Vilma 8. Čestmír 9. Vladan 10. Břetislav 11. Bohdana 12. Pravoslav 13. Edita 14. Radovan 15. Alice 16. Ctirad 17. Drahoslav 18. Vladislav 19. Doubravka 20. Ilona 21. Běla 22. Slavomír 23. Zbeněk 24. Milena 25. Miloš 26. Zora 27. Ingrid 28. Otýlie 29. Zdislava 30. Robin 31. Marika                                           | Febrer (Únor) 1. Hynek 2. Nela, Hromnice 3. Blažej 4. Jarmila 5. Dobromila 6. Vanda 7. Veronika 8. Milada 9. Apolena 10. Mojmír 11. Božena 12. Slavěna 13. Věnceslav 14. Valentýn 15. Jiřina 16. Ljuba 17. Miloslava 18. Gizela 19. Patrik 20. Oldřich 21. Lenka 22. Petr 23. Svatopluk 24. Matěj 25. Liliana 26. Dorota 27. Alexandr 28. Lumír                   | Març (Březen) 1. Bedřich 2. Anežka 3. Kamil 4. Stela 5. Kazimír 6. Miroslav 7. Tomáš 8. Gabriela 9. Františka 10. Viktorie 11. Anděla 12. Řehoř 13. Růžena 14. Rút/Matylda 15. Ida 16. Elena/Herbert 17. Vlastimil 18. Eduard 19. Josef 20. Světlana 21. Radek 22. Leona 23. Ivona 24. Gabriel 25. Marián 26. Emanuel 27. Dita 28. Soňa 29. Taťána 30. Arnošt 31. Kvido   | Abril (Duben) 1. Hugo 2. Erika 3. Richard 4. Ivana 5. Miroslava 6. Vendula 7. Heřman 8. Ema 9. Dušan 10. Darja 11. Izabela 12. Julius 13. Aleš 14. Vincenc 15. Anastázie 16. Irena 17. Rudolf 18. Valérie 19. Rostislav 20. Marcela 21. Alexandra 22. Evženie 23. Vojtěch 24. Jiří 25. Marek 26. Oto 27. Jaroslav 28. Vlastislav 29. Robert 30. Blahoslav                              | Maig (Květen) 1. Svátek práce - Festiu 2. Zikmund 3. Alexej 4. Květoslav 5. Klaudie 6. Radoslav 7. Stanislav 8. Festiu nacional 9. Ctibor 10. Blažena 11. Svatava 12. Pankrác 13. Servác 14. Bonifác 15. Žofie 16. Přemysl 17. Aneta 18. Nataša 19. Ivo 20. Zbyšek 21. Monika 22. Emil 23. Vladimír 24. Jana 25. Viola 26. Filip 27. Valdemar 28. Vilém 29. Maxmilián 30. Ferdinand 31. Kamila | Juny (Červen) 1. Laura 2. Jarmil 3. Tamara 4. Dalibor 5. Dobroslav 6. Norbert 7. Iveta 8. Medard 9. Stanislava 10. Gita 11. Bruno 12. Antonie 13. Antonín 14. Roland 15. Vít 16. Zbyněk 17. Adolf 18. Milan 19. Leoš 20. Květa 21. Alois 22. Pavla 23. Zdeňka 24. Jan 25. Ivan 26. Adriana 27. Ladislav 28. Lubomír 29. Petr a Pavel 30. Šárka                                                        |
| Juliol (Červenec) 1. Jaroslava 2. Patricie 3. Radomír 4. Prokop 5. Festiu nacional 6. Festiu nacional: Jan Hus, 1415 7. Bohuslava 8. Nora 9. Drahoslava 10. Libuše/Amálie 11. Olga 12. Bořek 13. Markéta 14. Karolína 15. Jindřich 16. Luboš 17. Martina 18. Drahomíra 19. Čeněk 20. Ilja 21. Vítězslav 22. Magdaléna 23. Libor 24. Kristýna 25. Jakub 26. Anna 27. Věroslav 28. Viktor 29. Marta 30. Bořivoj 31. Ignác | Agost (Srpen) 1. Oskar 2. Gustav 3. Miluše 4. Dominik 5. Kristián 6. Oldřiška 7. Lada 8. Soběslav 9. Roman 10. Vavřinec 11. Zuzana 12. Klára 13. Alena 14. Alan 15. Hana 16. Jáchym 17. Petra 18. Helena 19. Ludvík 20. Bernard 21. Johana 22. Bohuslav 23. Sandra 24. Bartoloměj 25. Radim 26. Luděk 27. Otakar 28. Augustýn 29. Evelína 30. Vladěna 31. Pavlína | Setembre (Září) 1. Linda/Samuel 2. Adéla 3. Bronislav/Bronislava 4. Jindřiška 5. Boris 6. Boleslav 7. Regina/Regína 8. Mariana 9. Daniela 10. Irma 11. Denisa 12. Marie 13. Lubor 14. Radka 15. Jolana 16. Ludmila 17. Naděžda 18. Kryštof 19. Zita 20. Oleg 21. Matouš 22. Darina 23. Berta 24. Jaromír 25. Zlata 26. Andrea 27. Jonáš 28. Václav 29. Michal 30. Jeroným | Octubre (Říjen) 1. Igor 2. Olívie/Oliver 3. Bohumil 4. František 5. Eliška 6. Hanuš 7. Justýna 8. Věra 9. Štefan/Sára 10. Marina 11. Andrej 12. Marcel 13. Renáta 14. Agáta 15. Tereza 16. Havel 17. Hedvika 18. Lukáš 19. Michaela 20. Vendelín 21. Brigita 22. Sabina 23. Teodor 24. Nina 25. Beáta 26. Erik 27. Šarlota/Zoe 28. National holiday 29. Silvie 30. Tadeáš 31. Štěpánka | Novembre (Listopad) 1. Felix 2. Všech svatých 3. Hubert 4. Karel 5. Miriam 6. Liběna 7. Saskie 8. Bohumír 9. Bohdan 10. Evžen 11. Martin 12. Benedikt 13. Tibor 14. Sáva 15. Leopold 16. Otmar 17. Mahulena - Festiu 18. Romana 19. Alžběta 20. Nikola 21. Albert 22. Cecílie 23. Klement 24. Emílie 25. Kateřina 26. Artur 27. Xenie 28. René 29. Zina 30. Ondřej                             | Desembre (Prosinec) 1. Iva 2. Blanka 3. Svatoslav 4. Barbora 5. Jitka 6. Mikuláš 7. Ambrož 8. Květoslava 9. Vratislav 10. Julie 11. Dana 12. Simona 13. Lucie 14. Lýdie 15. Radana 16. Albína 17. Daniel 18. Miloslav 19. Ester 20. Dagmar 21. Natálie 22. Šimon 23. Vlasta 24. Adam/Eva - Festiu 25. 1r Nadal - Festiu 26. Štěpán - Festiu 27. Žaneta 28. Bohumila 29. Judita 30. David 31. Silvestr |